# Constitution pakistanaise du 23 mars 1956
Lire en ligne

Version archivée

Government of India Act de 1935 Constitution de 1962
La Constitution du 23 mars 1956 est une constitution pakistanaise qui a été en vigueur de cette date jusqu'au 7 octobre 1958. C'est la première constitution du pays et elle a été adoptée après une période de transition de presque neuf années, durant laquelle le Pakistan était sous régime du dominion.
Votée par la seconde Assemblée constituante le 29 février 1956, la Constitution met en place une république islamique ainsi qu'un régime semi-présidentiel et fédéral avec Parlement monocaméral. Seules deux provinces sont reconnues, le Pakistan oriental et le Pakistan occidental. L'ourdou et le bengali sont les langues officielles. Le texte est abrogé à la suite du coup d'État d'octobre 1958.

## Contexte

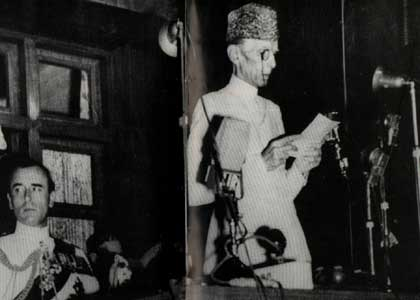
Muhammad Ali Jinnah s'adresse à l'Assemblée constituante le 14 août 1947.

Né de la partition des Indes sur des bases religieuses dans la nuit du 14 au 15 août 1947, le Pakistan est régi par des lois constitutionnelles provisoires issues du Government of India Act de 1935 et de la loi sur l'indépendance indienne de 1947. Durant cette phase de transition, le pays est sous régime du dominion jusqu'à l'adoption de sa première constitution. C'est une Assemblée constituante composée des membres élus sous le Raj britannique qui est chargée de la rédaction de ce texte.
Cette Assemblée peine pourtant à s'entendre sur un texte. La forme à donner à l’État, la place de l'islam et surtout le partage du pouvoir entre le Bengale oriental et l'ouest du pays, sont les points les plus polémiques. Les projets portés par les Premiers ministres Liaquat Ali Khan et Khawaja Nazimuddin sont rejetés en 1950 et 1953 respectivement. Un troisième projet porté par Muhammad Ali Bogra est proche d'aboutir, quand le gouverneur général Malik Ghulam Muhammad dissout l'Assemblée constituante le 24 octobre 1954.

## Historique

### Adoption
Le 13 avril 1955, le gouverneur général annonce la création d'une seconde assemblée constituante, élue par les membres des assemblées provinciales, et un nouveau projet constitutionnel est établi au pas de charge. Celui-ci est présenté par le Premier ministre Chaudhry Muhammad Ali à l'Assemblée le 9 janvier 1956, voté le 29 février, promulgué par le gouverneur général le 3 mars et entre en application le 23 mars. L'Objectives Resolution votée 1949 par l'Assemblée est intégrée en guise de préambule. Le pays quitte alors le régime du dominion pour devenir une république islamique, et le président Iskander Mirza remplace le gouverneur général Malik Ghulam Muhammad le même jour.

### Abrogation

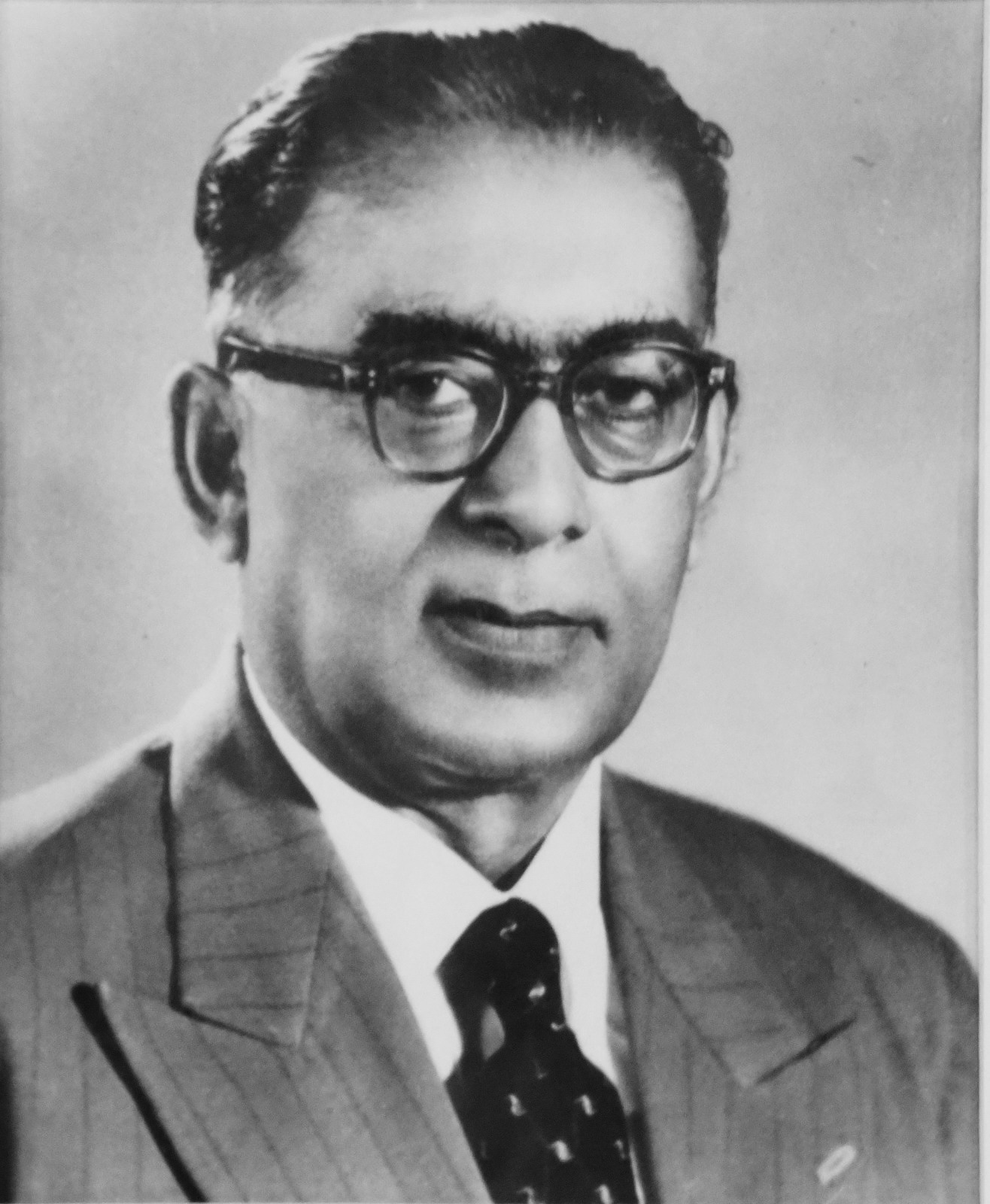
Feroz Khan Noon, dernier Premier ministre sous la Constitution de 1956.

La Constitution du 23 mars 1956 restera en vigueur moins de trois ans. Durant cette période, aucune élection n'est tenue car celles-ci étaient prévues pour l'Assemblée nationale en 1959. Cette courte période voit pourtant se succéder trois Premiers ministres, la Constitution ne réussissant donc pas à corriger l’instabilité du pays. 
Le 7 octobre 1958, la Constitution est abrogée par la loi martiale à la suite du coup d'État perpétré par le président Iskander Mirza et le chef de l'armée Muhammad Ayub Khan, ce dernier s'emparant de la totalité du pouvoir dès le 27 octobre. Après plus de trois années de régime martial, le pouvoir militaire fait adopter une nouvelle constitution en 1962.

## Institutions

### Pouvoir exécutif

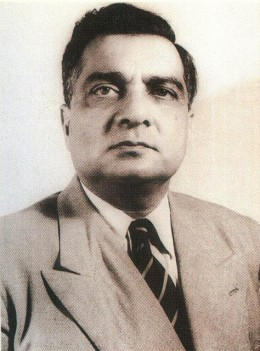
Iskander Mirza, premier président du Pakistan.

Le texte constitutionnel prévoit un régime semi-présidentiel, dans lequel le président de la république dispose de l'ascendant sur le Premier ministre au sein du couple exécutif. En effet, celui-ci peut démettre son Premier ministre (article 37), dissoudre l'Assemblée nationale (article 50) et même poser un véto sur les lois. L'Assemblée peut toutefois passer outre ce véto par un second vote de la loi,.
Le président est élu par un collège électoral composé de l'Assemblée nationale et des assemblées provinciales (article 32). Il doit être musulman et avoir au moins quarante ans. Son mandat est de cinq ans.

### Pouvoir législatif

#### Assemblée nationale
La Constitution prévoit un Parlement monocaméral, où l'Assemblée nationale compte 310 députés, autant de membres issus du Pakistan occidental que du Pakistan oriental (article 43), dont dix sont expressément réservés à des femmes (article 44). Celle-ci vote les lois, valide le budget (article 57) et investit le gouvernement, tout en pouvant passer une motion de censure à son encontre (article 37). Les députés sont élus par le peuple au sein des circonscriptions, pour un mandat de cinq ans (article 50). 
Pour être éligible, il faut être citoyen ou citoyenne du Pakistan, être âgé d'au moins 21 ans, disposer d'une résidence régulière et ne pas avoir été déclaré incompétent (article 143).

#### Assemblée provinciales

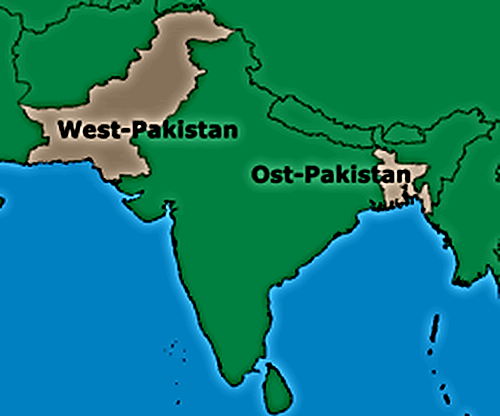
Les deux provinces du Pakistan.

La Constitution institue un régime fédéral où les provinces disposent de pouvoirs décentralisés relativement importants. Un gouverneur est nommé par le pouvoir central dans chaque province tandis que le pouvoir exécutif local est représenté par un ministre en chef, élu par l'assemblée provinciale. Les compétences attribuées aux provinces sont précisées en annexe dans une liste comportant 94 points. Les provinces sont ainsi notamment chargées de l'ordre public y compris la police et les prisons, de la justice jusqu'au second degré de juridiction, de l'agriculture et gestion de l'eau, de l'éducation y compris supérieure, de la santé et la culture, en plus de nombreuses taxes (foncières, énergétiques, transports, etc.).
La Constitution ne reconnait que deux provinces, le Pakistan oriental (ancien Bengale oriental) et la Pakistan occidental, fusion du Sind, du Pendjab, du Nord-Ouest et du Baloutchistan, correspondant à l'intégralité du Pakistan après 1971. 

### Pouvoir judiciaire
La Constitution consacre l'indépendance de la justice, avec la Cour suprême siégeant à Karachi à sa tête. Celle-ci est compétente pour juger des litiges en dernier degré, détermine la jurisprudence constitutionnelle et peut conseiller le gouvernement. Son président est nommé par le président de la République. Au niveau des provinces, on trouve les Hautes Cours qui reçoivent les litiges en appel. 